# Surcamps
Surcamps – miejscowość i gmina we Francji, w regionie Hauts-de-France, w departamencie Somma.
Według danych na rok 1990 gminę zamieszkiwały 64 osoby, a gęstość zaludnienia wynosiła 22 osoby/km² (wśród 2293 gmin Pikardii Surcamps plasuje się na 933. miejscu pod względem liczby ludności, natomiast pod względem powierzchni na miejscu 1062.).